# 科馬斯區 (利馬省)

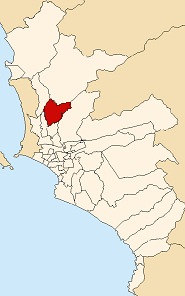

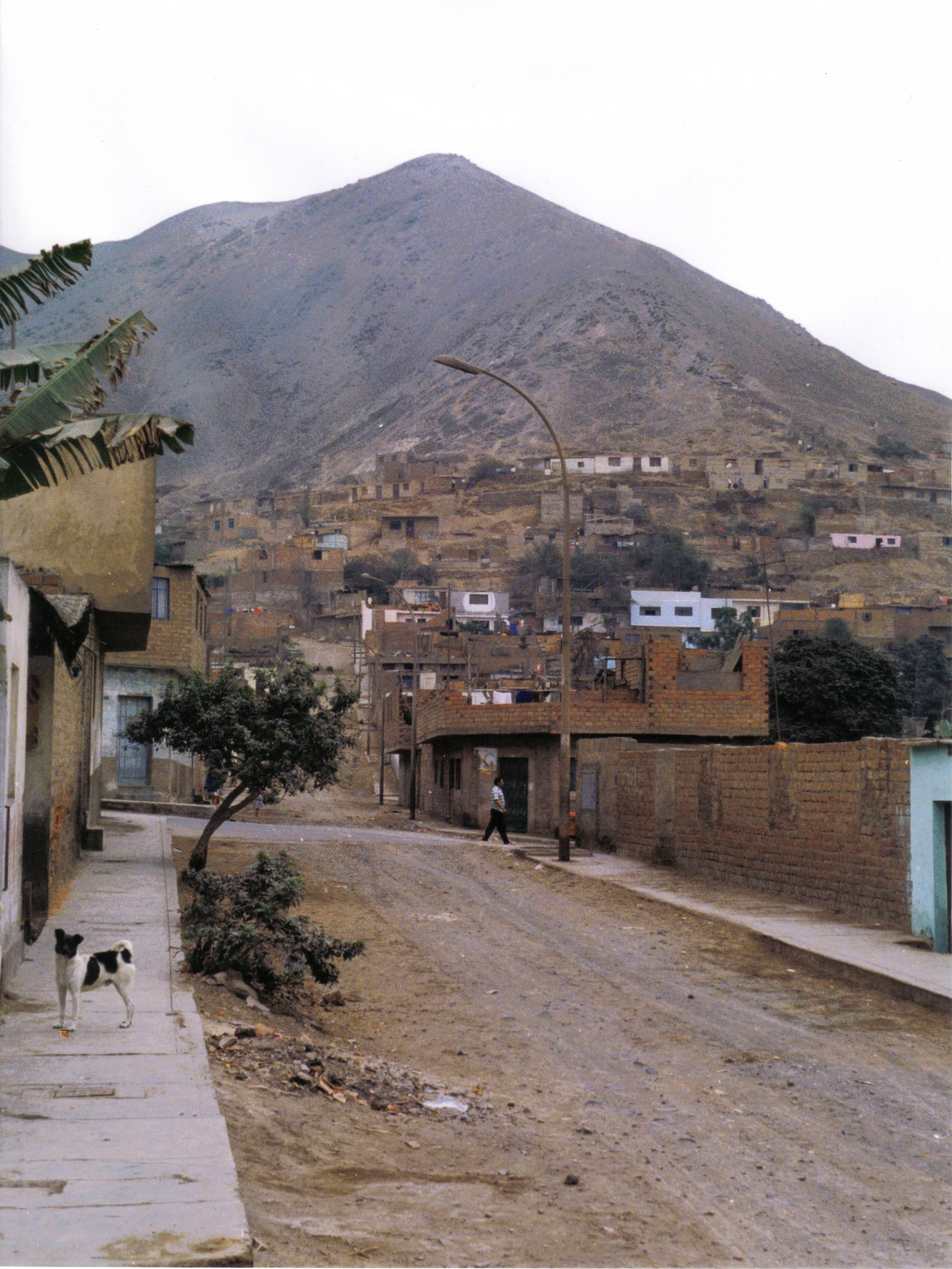

11°56′S 77°4′W / 11.933°S 77.067°W
科馬斯區（西班牙語：Distrito de Comas），是秘魯的一個區，位於該國西部利馬大區的利馬省，始建於1857年1月2日，面積48.75平方公里，海拔高度140米，2005年人口464,745，人口密度每平方公里9,500人。